# Octopus dollfusi
Mực tuộc hay con ruốc lỗ hay ruốc chân dài (Danh pháp khoa học: Octopus dollfusi) là một loài bạch tuộc cỡ nhỏ trong chi Octopus thuộc họ Octopodidae. Ở Việt Nam, chúng có cả vùng biển miền Trung, Nam bộ và Vịnh Bắc Bộ Việt Nam, nhưng tập trung nhiều nhất ở Vùng biển miền Trung, chúng còn là đặc sản của vùng Quảng Ninh.

## Đặc điểm
Chúng có thân nhỏ, dạng hình cầu, có kích thước nhỏ bằng ngón tay cái, vì vậy mà người dân còn gọi nó là "bạch thuộc mini", ruốc chân ngắn bình quân khoảng 12-15 con/kg. Toàn thân có hoa vân hình thoi hay bán nguyệt. Các tua xấp xỉ gần bằng nhau. Con ruốc lỗ ngon là con có xúc tu chân đều, màu sẫm đậm, cử động linh hoạt và thân nhiều nhớt. Thức ăn chủ yếu của chúng là còng, cáy, hến, ngao, cà khé, cua đá. Ruốc lỗ đào lỗ dưới bùn ở các bãi vẹt bãi sú, sống nhút nhát cạnh miệng lỗ nên được gọi là con ruốc lỗ.
Vào mùa ruốc đẻ trứng, con ruốc lỗ có trứng được gọi là ruốc cơm xôi. Nhiều người thường bị nhầm lẫn con ruốc lỗ với con bạch tuộc con do nó khá giống nhau mà đôi khi người dân cũng hay gọi con bạch tuộc con là con ruốc. Những con ruốc lỗ màu xám có ánh xanh, khi được nấu chín chúng chuyển thành màu hồng. Người ta thường đi bắt ruốc lỗ vào ban đêm. Mùa ruốc chân dài rơi vào thời điểm từ tháng 7 đến tháng 10 âm lịch. Để đánh bắt được ruốc chân dài phải dùng lồng bát quái là một ngư cụ của dân chài, lưới hoặc đi soi trong lỗ. Cứ 1 kg ruốc chân dài được khoảng 40-50 con. Còn mùa của ruốc chân ngắn rơi vào từ tháng 10 âm lịch đến Tết Nguyên đán.

## Trong ẩm thực
Chúng có rất nhiều cách chế biến, món truyền thống nhất là món ruốc luộc. Ruốc phải còn sống, bắt lên cho vào rổ, xát muối và chà kỹ, rồi rửa sạch cho vào nồi luộc với lá me chua, lá ổi. Lá me có vị chua làm mềm và khử tanh, lá ổi có vị chát làm săn và giòn con ruốc. Khi đun, bỏ ruốc lỗ đã rửa thật sạch vào trên lớp lá dâu đã trải dưới đáy nồi đó, rồi đỏ nước vào đun. Khi sôi lần đầu tiên, xóc lên một lần cho lá dâu và con ruốc lỗ lẫn vào nhau. Lúc nào thấy ruốc lỗ trở thành màu hồng, các xúc tu bám quăn ngược thành những vòng tròn nhỏ thì đó là lúc ruốc đã chín.
Những con ruốc lỗ khi chín chúng trở nên màu hồng, các giác bám quăn ngược lại thành những vòng tròn nhỏ, nhìn giống như một bông hoa nhiều cánh. Con ruốc Quảng Ninh (nhất là vùng Hoành Bồ và Quảng Yên) tuy nhỏ hơn tuy nhiên lại mang đậm chất độc đáo với độ giòn và ngọt hơn ruốc thông thường. Khi dùng loại ruốc dùng trong chế biến ẩm thực người ta thường chọn loại ruốc nhỏ, Loại ruốc cốm là loại ruốc ngon nhất trong chế biến món ăn.